# Instituto Popular de Cultura
El Instituto Popular de Cultura de Cali, es una Institución educativa de carácter oficial creada por  iniciativa del Concejo Municipal de Santiago de Cali el 28 de diciembre de 1947. Uno de sus objetivos principales es dar oportunidades de formación artístico-cultural, especialmente a los sectores populares de la ciudad. 
La institución cuenta con 4 escuelas: Artes Plásticas, Danza, Música, Teatro, en las cuales se brinda formación a quienes en el futuro serán artistas, docentes y multiplicadores de cultura o gestores culturales.
El Instituto Popular de Cultura o IPC como también se le conoce, cuenta con un departamento de extensión cultural, en el cual, a través de la modalidad de talleres, brinda formación artística a personas en todos los sectores de la ciudad.
De igual manera, la institución  cuenta con un departamento de investigación sobre el folklore.

## Historia
El Instituto Popular de Cultura nace en la década de los 40´s en el marco de lo que en la historiografía nacional se conoce como la República Liberal. En este periodo, historiadores como Renán Silva han planteado y han establecido los vínculos de dicho proceso político en la creación de políticas culturales que lograron la creación de centros e institutos orientados hacia la cultura popular ligada al ámbito de lo folklórico.
En la década los 40´s debido a la pérdida de las elecciones en el poder ejecutivo por parte del Partido Liberal frente Partido al Conservador, Álvaro Valencia y otros intelectuales demócratas por motivos políticos idean la creación del Instituto Municipal de Cultura Popular. Debido a que en ese momento la cultura generaba una atracción electoral en los sectores progresistas dentro del Partido Liberal, en lucha con el Partido Conservador.
Y así  el  IPC se empieza a concebir, como una oportunidad de desarrollo intelectual para las clases obreras. 
Inicialmente se brindan programas en historia patria, educación cívica, geografía, higiene y urbanidad, además se le asigna al  instituto la tarea de propender por el desarrollo de la cultura artística especialmente dirigido a las clases populares.